# Aedes fulvus
Aedes fulvus é um espécie de mosquito do Género Aedes, pertencente à família Culicidae.